# Полярные леса мелового периода
Полярные леса мелового периода — леса умеренного пояса, распространенные в полярных широтах в мезозойскую эру, в её заключительный этап — меловой период, между 145 и 66 млн лет назад. 

## Климат
Средняя глобальная температура в меловой период была выше современной на 5-10 градусов Цельсия, концентрация углекислого газа была выше современного значения в 2,5 раза. Углекислота снижала разницу в температуре на планете, климат Земли был очень мягким, отсутствовали резкие переходы между климатическими зонами. Высокие широты в обоих полушариях были гораздо теплее, чем сегодня. В этот период не существовало ледников на полюсах.

## География
Поскольку ледников не было, уровень моря был выше, чем сегодня, на 60 метров и более. Широкая распространенность мелководных шельфовых морей обеспечивала усиленное испарение воды с морской поверхности, что обеспечивало высокую общемировую влажность и обильные осадки, что также делало глобальный климат более мягким и дождливым.

## Описание
Благодаря таким показателям климата на нынешних полюсах процветали целые экосистемы — леса умеренного пояса. Они росли в условиях 5 месяцев сниженного солнечного излучения, 2-х месяцев полярной ночи и полной темноты круглые сутки и 5 месяцев активного солнечного излучения. Несмотря на такие сложные в плане освещения условия, леса росли вплоть до 85 градусов южной и северной широты. На протяжении 100 миллионов лет до мелового периода растительность активно эволюционировала, и в итоге в меловом периоде произошёл переход от хвойных, саговников и папоротников к доминированию покрытосеменных широколиственных лесов. На Северном полюсе доминировали хвойные виды деревьев, на южном полюсе - лиственные. Первые цветы покрытосеменных растений достигли Австралии 126 миллионов лет назад.
130 миллионов лет назад, в связи с увеличением доли покрытосеменных растений, резкий рост произошёл в развитии у насекомых, собирающих пыльцу и нектар. Леса в полярных зонах с умеренным климатом и при высокой концентрации углекислоты, имели продуктивность в 2 раза выше, чем современные. По данным палеоклиматологии, основанной на изучении окаменевших древесных пней и стволов, на сборе данных об освобождении углекислоты из донных отложений, температура этого периода была зимой не ниже 16 °C и летом в среднем 32 °C.
В Антарктиде по результатам моделирования содержания углекислоты и альбедо, росли хвойные деревья из семейства подокарповых, араукариевых, древовидные и обычные папоротники, кусты из семейства протейных, мхи. Данные растения процветали между 88 - 83 млн. до н.р. на 82 градусах южной широты, в современный период на этой широте лежит сплошной ледник толщиной до километра и больше. Леса, таким образом, росли в 800 км от Южного полюса. В пробных кернах обнаружили 62 вида растений. Видовой состав растений Антарктиды в тот период соответствует современному южному умеренному дождевому лесу, а среднегодовая температура данного района составляла 13°C.  Для сравнения среднегодовая температура в современной Москве составляет 5,8°C, Сочи 14,2°C. Летние месяцы имели температуру 18,5°C, осадков выпадало 1120 мм в год. Ключевую роль в данном балансе климата играло высокое содержание углекислоты в атмосфере и низкое альбедо поверхности Антарктиды,  Антарктида была покрыта густыми лесами и они обеспечивали мощное поглощение солнечной энергии. Найденные при бурении растения росли в тот период в заболоченных низинах. Примерно на этой широте замерзла группа капитана Скотта в 1912 году после достижения Южного полюса.
В меловом периоде содержание углекислоты составляло 1000 ppm, в доиндустриальную эпоху человечества углекислоты было 280 ppm, в современный период 415 ppm. Климат мелового периода не был резко различен по географической широте. Уровень моря в меловом периоде превышал современный на 170 метров. В Арктике динозавры жили на 82°–85° северной широты, практически у самого северного полюса.  Сглаживание климата в меловом периоде происходило в силу незамкнутого вокруг Антарктиды течения, в наше время Антарктиду омывает циркумполярное течение. Средняя годовая температура в 2 500 км от южного полюса составляла 15–21°C, при том что у Южного полюса она не была ниже  13°C, это говорит о крайне низком градиенте температур. Для сравнения в современной Антарктиде средняя температура доходит до минус 60°C, а среднегодовая температура в Аргентине не опускается ниже 10°C.